# Santa Caterina d'Alessandria (Raffaello)
Santa Caterina d'Alessandria è un dipinto a olio su tavola (75x51 cm) di Raffaello, databile al 1508 circa e conservato nella National Gallery di Londra. 

## Storia
Nel 1550 una lettera di Pietro Aretino indirizzata ad Agosto d'Adda citava una Santa Caterina d'Alessandria di Raffaello inviata a Venezia. L'identificazione con questa tavola però non è certificabile, essendo l'opera nota sicuramente solo dal Settecento, quando si trovava a Roma nelle collezioni prima Aldobrandini e poi Borghese. Verso il 1795 fu acquistata da Alexander Day, venendo esposta a Londra nel 1801. In seguito appartenne a William Beckford, che nel 1839 la cedette al museo. 
Concorde è l'attribuzione, e la datazione è generalmente riferita alla fine del periodo fiorentino dell'artista, talvolta anticipata al 1506-1507. Esiste un disegno preparatorio dell'opera al Cabinet des Dessins del Louvre, in cui la santa ha un'inclinazione della testa più bassa. 

## Descrizione e stile
Santa Caterina d'Alessandria è rappresentata in un paesaggio a mezza figura, col solo attributo iconografico della ruota dentata, senza la corona, la spada, il libro e la palma del martirio. Straordinario è il movimento circolare della figura, che si gira su se stessa innescando un lento movimento di volumi, evidenziato dalle masse colorate del panneggio. Alcuni vi hanno letto un riferimento al girare della ruota, strumento di martirio della santa. Essa rivolge il volto all'illuminazione divina, quasi a dialogare con la fonte luminosa, venendone inondata. 
Gli effetti plastici sono accentuati dai colori smaltati, di eccezionale ricchezza, che prediligono i toni primari, dall'intenso blu della veste, intonato a quello del cielo, al verde della manica, fino al rosso del manto foderato di giallo dorato. L'atteggiamento della santa, con una mano al petto e una che regge il manto all'altezza del grembo, nonché il volto girato in alto, prelude all'intonazione devota delle grandi pale romane. La mano sinistra, vicina alla ruota, allude con naturalezza alla Trinità, facendo il numero tre con le dita.
Anche la fisionomia della santa è tipica di Raffaello, usata in numerose Madonne (come la Bella Giardiniera) e anche in opere più tarde, come l'Estasi di Santa Cecilia. 
Scrisse André Chastel (1997): «Con la Santa Caterina di Londra non abbiamo più a che fare con la preghiera, né con l'attesa, né con lo spavento, e neppure con l'estasi: si tratta d'una descrizione [...] nella quale l'anima sta per trovare la felicità, grazie al contatto infine raggiunto con il suo soggetto supremo.»

## Curiosità
La copertina del disco Mellon Collie and the Infinite Sadness degli Smashing Pumpkins è ispirata a questo quadro.